# Ihlas Bebou
Ihlas Bebou (ur. 23 kwietnia 1994 w Sokodé) – togijski piłkarz występujący na pozycji napastnika w niemieckim klubie TSG 1899 Hoffenheim oraz w reprezentancji Togo. Posiada również niemieckie obywatelstwo.
Bebou mając 11 lat wyjechał z rodzicami do Düsseldorfu, gdzie trenował w okolicznych klubach. W 2011 roku trafił do Fortuny Düsseldorf i występował w niej do 2017 roku, kiedy to odszedł do Hannoveru 96.
W reprezentacji Togo zadebiutował 4 września 2016 w wygranym 5:0 meczu z Dżibuti. Selekcjoner Claude Le Roy powołał Bebou na Puchar Narodów Afryki 2017.